# Paradoxo de Grelling-Nelson
O Paradoxo de Grelling-Nelson é um paradoxo semântico e auto-referencial formulado em 1908 por Kurt Grelling e Leonard Nelson, às vezes erroneamente atribuído ao filósofo e matemático alemão Hermann Weyl.É, portanto, ocasionalmente chamado "Paradoxo de Weyl", bem como "Paradoxo de Grelling". É bastante análogo a vários outros paradoxos bem conhecidos, em particular, o Paradoxo do barbeiro e o Paradoxo de Russell.

## O paradoxo
O paradoxo utiliza as palavras inventadas "autológico" e "heterológico". Uma palavra é autológica se descreve a si mesma. As palavras que não são autológicas, ou seja, que não se qualificam a si mesmas, denominam-se heterológicas. Por exemplo "real" é autológica, já que a palavra "real" é real. "Sofisticado" também é autológica, já que é uma palavra sofisticada. "Palavra" é autológica, já que é uma palavra. "Substantivo" é autológica, já que dá nome a uma classe gramatical, sendo portanto um substantivo.
Em contraste, são heterológicas: "Longo", "monossilábico", "adjetivo", "verbo", "mosca" e "palavrão". 
Agora, para perceber o paradoxo, observe a palavra "heterológico". Se essa palavra for autológica, então ela descreve-se a si mesma, sendo portanto... heterológica (e não autológica). Por outro lado, se essa palavra for "heterológica", então ela não se qualifica a si mesma e portanto não é... heterológica.
Podemos sintetizar esse paradoxo da seguinte maneira:
1. Se a palavra "heterológica" for autológica, então ela é heterológica. Essa situação é impossível.
2. Se a palavra "heterológica" for heterológica, então ela não é heterológica. Essa outra situação também é impossível.

Outro ponto do paradoxo é a palavra "autológica". Esta palavra pode ser autológica, sem nenhum problema; e pode também ser heterológica. A contradição está no facto de uma mesma palavra poder ser autológica e heterológica, ou seja, descrever-se a si mesma e não se descrever a si mesma, o que obviamente é impossível.